# ハレンチ (ザ・フォーク・クルセダーズのアルバム)
『ハレンチ』は、ザ・フォーク・クルセダーズが1967年10月15日に自主制作して発売したファースト・アルバム。

## 制作の経緯
1965年に加藤和彦のメンバー募集で北山修を手始めに平沼義男、芦田雅喜、井村幹生ら京都の大学生が集まって結成されたザ・フォーク・クルセダーズは、関西の人気アマチュア・グループとなる。そして1967年9月5日の解散コンサート「さよならフォークル」で完全に消滅するはずだった。ところが北山の「解散する前にこれまでの総決算として記念のレコードを1枚作っておこうじゃないか」の提案で、メンバー全員が大学3年生の秋、4年生進級を控えて解散記念に作った自主制作盤が本作である。ただしこの時には芦田と井村は学業優先のためにすでに脱退しており、創設メンバーの加藤・北山と一度脱退して戻ってきた平沼義男の3人だけであった。
かねてからの持ち歌を収録したが、アルバムには曲数が足りずB面の4 - 6トラックにはライヴ・テイクを入れ（このパートのみ芦田在籍時の4人編成の歌・演奏である）、それでもAB面12曲に足りないので、加藤和彦が即席で松山猛と共作、自宅録音した曲を追加した。それが、テープ回転操作とSEを多用したノヴェルティ・ソングの「帰って来たヨッパライ」だった。
北山が父親から借りた23万円でプレスした300枚を1200円で頒布する予定だった。知人友人に頼み込んでようやく100枚は売れたものの、200枚が売れ残り、北山の家に山積みとなる。窮したメンバーが関西のラジオ局を回り、『ハレンチ』を番組の中で流してもらった。その中の「帰って来たヨッパライ」が人気となって、やがて東京にも噂が広まり、東芝、日本ビクター、日本コロムビア、フィリップス、キングレコード、さらには各音楽出版社も加わる形で、激しいレコード化の争奪戦が始まった。
後に東芝のキャピトル・レーベルから『帰って来たヨッパライ / ソーラン節』がシングル・カットされ、日本初のミリオンセラーとなった。

## 収録曲

### Side A
1. そうらん節 = Soran Bushi  –  (1:55)
作詞・作曲：北海道民謡
2. イムジン河 = River Imujin  –  (3:09)
作詞：朴世永（訳詞：松山猛）、作曲：高宗漢、編曲：加藤和彦
朝鮮民謡
3. ドリンキン・グァード = The Drinkin' Gourd  –  (2:24)
作詞・作曲：Sparks Randy, Woods Nick、編曲：加藤和彦
4. ディンクの歌 = Dink's Song  –  (2:33)
作詞：Lomax John A Sr, Lomax Bess B作曲：Lomax John A Sr
5. グァンタナメラ = Guantanamera  –  (2:26)
作詞・作曲：Fernandez Diaz Jose Luis、編曲：加藤和彦
6. ラ・バンバ = La Bamba  –  (1:20)
作詞・作曲：Traditional、編曲：平沼義男
メキシコ民謡

### Side B
1. ひょうたん島 = Hyotan Jima  –  (1:45)
作詞：井上ひさし・山元護久、作曲：宇野誠一郎、編曲：フォークル・パロディ・ギャング
2. 帰って来たヨッパライ = I Only Live Twice  –  (3:26)
作詞：ザ・フォーク・パロディ・ギャング、作曲：加藤和彦、編曲：フォークル・パロディ・ギャング
3. 女の娘は強い = Man Smarter  –  (2:44)
作詞：Span Norman（訳詞：松山猛）、作曲：Span Norman
カリブ民謡
4. ヨルダン河 = Jordan's River  –  (2:23)
作詞・作曲：Geraci Thomas Salvatore, Gibson Bob
5. コキリコの唄 = Kokiriko-No-Uta  –  (2:51)
作詞・作曲：富山県民謡
6. 雨を降らせないで = Don't Let The Rain Come Down  –  (3:15)
作詞・作曲：Miller Eddie, Hickey Ersel、編曲：フォークル・パロディ・ギャング

## レコーディング・メンバー
- 加藤和彦 - vocal, guitar, piano, percussion, record engendering
- 北山修 - vocal, narration, bass, percussion, record engendering
- 平沼義男 - vocal, guitar, percussion
- 芦田雅喜 - vocal, guitar, percussion (B4, B5, B6)
- 松山猛 - ジャケットデザイン
- プレス - 西宮日本マーキュリー

## 発売履歴
| 発売日         | レーベル                   | 規格   | 規格品番   | 備考                                                             |
| -------------- | -------------------------- | ------ | ---------- | ---------------------------------------------------------------- |
| 1967年         | 自主制作                   | LP     | LM-3163    |                                                                  |
| 1991年6月7日   | Solid Records              | CD     | CDSOL-1026 |                                                                  |
| 1995年11月25日 | Solid Records              | CD     | CDSOL-4026 | 別バージョンの「イムジン河」が収録され、『ハレンチ+1』として発売 |
| 2002年8月21日  | Agent Consipio             | CD     | AGCA-1006  | 初回限定スペシャルCDパッケージ仕様                               |
| 2010年12月15日 |                            | 配信   |            | AAC-LC 320kbps                                                   |
| 2013年12月18日 | ユニバーサル・ミュージック | SHM-CD | TYCN-89001 | 『紀元貮阡年』デラックス・エディションの2枚目に全曲収録された    |
| 2017年11月15日 |                            | 配信   |            | 16bit/44.1kHz、2017年リマスター音源                              |